# Franck Evina
Franck Junior Evina (Yaoundé, 5 juli 2000) is een Duits-Kameroens voetballer die doorgaans als vleugelspeler speelt. Hij verruilde in 2024 SV Sandhausen voor FC Emmen.

## Clubcarrière

### Bayern München
Evina speelde voor verschillende jeugdelftallen in Duitsland, voor hij werd opgenomen in de jeugdopleiding van Bayern München in 2013. Hij debuteerde op 4 augustus 2017 voor het tweede elftal in de Regionalliga Bayern, tegen 1. FC Schweinfurt 05 (2-1). Op 12 september 2017 debuteerde Evina voor Bayern München in de UEFA Youth League, waar hij in de groepsfase onder andere tegen Paris Saint-Germain speelde.Op 9 april 2018 scoorde hij zijn eerste doelpunt in het betaald voetbal, tegen SV Wacker Burghausen (5-0). 
Aan het einde van het seizoen 2017/18 mocht Evina op 17-jarige leeftijd debuteren voor het eerste van Bayern München, in de Bundesliga tegen Eintracht Frankfurt (4-1). Hij mocht in de basis beginnen en werd na 66 minuten gewisseld voor Niklas Süle. De week erna mocht hij weer in de basis starten tegen 1. FC Köln (3-1). In de rust werd hij gewisseld voor Thiago Alcántara. Hij was één van de jongste spelers van Bayern ooit.

#### Verhuur aan Holstein Kiel
In januari 2019 verhuurde Bayern Evina aan Holstein Kiel. Hij debuteerde op 30 januari 2019 tegen 1. FC Heidenheim in de 2. Bundesliga (2-2). Tijdens de huurperiode van een halfjaar speelde Evina negen wedstrijden voor Holstein Kiel, en één wedstrijd voor het tweede elftal.

#### Verhuur aan KFC Uerdingen
Voor het seizoen 2019/20 werd Evina verhuurd aan KFC Uerdingen 05, dat uitkwam in de 3. Liga. Hier speelde hij bijna alle wedstrijden. Hij scoorde vijf keer in 32 duels.

### Hannover 96
Medio 2020 verkaste Evina naar Hannover 96, dat uitkwam in de 2. Bundesliga. Hij debuteerde in de eerste speelronde tegen Karlsruher SC (2-0). Hij kwam in de slotminuten in de ploeg voor Genki Haraguchi. Hij speelde slechts drie duels voor het eerste elftal, voor hij geblesseerd raakte in november 2020. Hij maakte zijn rentree op 3 oktober 2021, maar dit keer voor het tweede elftal van Hannover, in de Regionalliga Nord tegen LSK Hansa (1-0). 

#### Verhuur aan Viktoria Berlin
Voor de tweede helft van het seizoen 2021/22 verhuurde Hannover Evina aan FC Viktoria 1889 Berlin. Hij speelde tien duels voor de club, waarin hij niet scoorde. Na een halfjaar keerde hij terug.

#### Terug bij Hannover
In het seizoen 2022/23 was hij een vaste basiskracht voor Hannover II. Hij scoorde op 17 augustus 2022 zijn eerste doelpunt voor de club, tegen VfB Lübeck (1-4). Evina was succesvol voor de ploeg, hij maakte twaalf doelpunten en gaf zes assists in 18 wedstrijden. Hij scoorde een hattrick tegen Kickers Emden (5-1) en scoorde twee keer en gaf twee assists tegen Werder Bremen II (5-2). 

### SV Sandhausen
Mede door zijn goede statistieken in het tweede elftal van Hannover 96 verkaste Evina in januari 2023 naar SV Sandhausen, dat uitkwam in de 2. Bundesliga. Hij debuteerde op 2 februari tegen SV Darmstadt 98 (0-4). Ondanks drie doelpunten van Evina degradeerde Sandhausen dat seizoen naar de 3. Liga. In het seizoen 2023/24 scoorde hij vijf keer in 27 wedstrijden.

### FC Emmen
Medio 2024 verkaste Evina naar FC Emmen in de Keuken Kampioen Divisie. Hij debuteerde in de eerste speelronde tegen FC Dordrecht (1-2). Hij kwam in de 51e minuut in de ploeg voor Adrian Rogulj. Op 16 september scoorde hij zijn eerste doelpunt voor Emmen tegen Vitesse (3-3). In november 2024 scoorde hij vier wedstrijden op rij.

## Interlandcarrière
Evina mocht zowel uitkomen voor Duitsland als Kameroen, maar koos voor die laatste. Hij speelde voor jeugdelftallen van beide landen, maar debuteerde op 9 oktober 2020 voor het Kameroens elftal in een vriendschappelijke wedstrijd tegen Japan (0-0). Hij kwam met nog twintig minuten te spelen in de ploeg voor Nicolas Moumi Ngamaleu. Dit bleef zijn enige interland.

## Statistieken
| Seizoen | Club                 | Competitie     | Competitie | Competitie | Beker | Beker | Overig | Overig | Totaal | Totaal |
| Seizoen | Club                 | Competitie     | Wed.       | Dlp.       | Wed.  | Dlp.  | Wed.   | Dlp.   | Wed.   | Dlp.   |
| ------- | -------------------- | -------------- | ---------- | ---------- | ----- | ----- | ------ | ------ | ------ | ------ |
| 2017/18 | FC Bayern München    | Bundesliga     | 2          | 0          | 0     | 0     | 0      | 0      | 2      | 0      |
| 2017/18 | FC Bayern München II | Regionalliga   | 17         | 3          | 0     | 0     | 0      | 0      | 17     | 3      |
| 2018/19 | FC Bayern München II | Regionalliga   | 16         | 3          | 0     | 0     | 0      | 0      | 16     | 3      |
| 2018/19 | → Holstein Kiel      | 2. Bundesliga  | 9          | 0          | 0     | 0     | 0      | 0      | 9      | 0      |
| 2018/19 | → Holstein Kiel II   | Regionalliga   | 1          | 0          | 0     | 0     | 0      | 0      | 1      | 0      |
| 2019/20 | → KFC Uerdingen 05   | 3. Liga        | 30         | 5          | 2     | 0     | 0      | 0      | 32     | 5      |
| 2020/21 | Hannover 96          | 2. Bundesliga  | 2          | 0          | 1     | 0     | 0      | 0      | 3      | 0      |
| 2021/22 | Hannover 96 II       | Regionalliga   | 5          | 0          | 0     | 0     | 0      | 0      | 5      | 0      |
| 2021/22 | → FC Viktoria Berlin | 3. Liga        | 8          | 0          | 2     | 0     | 0      | 0      | 10     | 0      |
| 2022/23 | Hannover 96 II       | Regionalliga   | 18         | 12         | 0     | 0     | 0      | 0      | 18     | 12     |
| 2022/23 | SV Sandhausen        | 2. Bundesliga  | 13         | 3          | 0     | 0     | 0      | 0      | 13     | 3      |
| 2023/24 | SV Sandhausen        | 3. Liga        | 21         | 2          | 6     | 3     | 0      | 0      | 27     | 5      |
| 2024/25 | FC Emmen             | Eerste divisie | 20         | 8          | 1     | 0     | 0      | 0      | 21     | 8      |
| Totaal  | Totaal               | Totaal         | 162        | 36         | 12    | 3     | 0      | 0      | 174    | 39     |

Bijgewerkt op 5 april 2025.

## Erelijst
Bayern München
- Bundesliga: 1x (2017/18)

 Bayern München II
- Regionalliga Nord: 1x (2018/19)

 FC Viktoria 1889 Berlin
- Berliner Landespokal: 1x (2021/22)

 SV Sandhausen
- Badischer Pokal: 1x (2023/24)